# Rupela segrega
Rupela segrega là một loài bướm đêm trong họ Crambidae.